# Paweł Bernard
Paweł Bernard – żołnierz Wojska Polskiego, uczestnik powstania listopadowego.
Jako żołnierz Batalionu Saperów wziął udział w powstaniu listopadowym. 26 września 1831 został odznaczony Krzyżem Srebrnym Orderu Virtuti Militari.